# Leona Winter
Leona Winter (anteriormente conocida como Miss Leona), nombre artístico de Rémy Solé, es una drag queen francesa, conocida por ganar la segunda temporada del concurso televisivo The Switch Drag Race, versión chilena de RuPaul's Drag Race y por participar en la tercera temporada de Drag Race Francia.

## Biografía
Solé nació en Ceret, al sur de Francia, y es de ascendencia española. Asistió a clases de baile cuando tenía ocho años y de canto cuando tenía nueve en Arles-sur-Tech, de donde es su familia. Fue a clases de teatro cuando tenía doce años y empezó a hacer drag a los diecisiete. Residió en Barcelona antes de participar en The Switch.

### Carrera artística
En 2017, Leona Winter ganó el certamen preliminar de Miss Europa Continental en 2017. Fue la ganadora de la preliminar de Miss Latina Continental en 2018.
Leona Winter apareció como una de las quince concursantes de la segunda temporada de The Switch Drag Race en marzo de 2018. Obtuvo la victoria el 16 de julio de 2018, tras vencer a Pavel Arámbula, Sofía Camará y Gia Gunn.
Winter participó en la octava temporada de la versión francesa de The Voice el 2 de marzo de 2019 y se unió al equipo de la cantante Jenifer y llegó hasta las semifinales.
El 3 de febrero de 2020, como Rémy Solé, fue parte del elenco de la duodécima temporada de Les Anges que tuvo lugar en Hong Kong.
En noviembre de 2021, fue anunciada como una de las catorce concursantes en la temporada debut de Queen of the Universe, una competencia internacional de canto drag queen, derivado de RuPaul's Drag Race. 

### Vida personal
Solé está casada con Lorenzo Werner.

## Filmografía

### Televisión
| Año       | Título                          | Rol                    | Notas       | Ref.  |
| --------- | ------------------------------- | ---------------------- | ----------- | ----- |
| 2018      | Switch Drag Race (temporada 2)  | Ella Misma/Concursante | Ganadora    | [ 5 ] |
| 2019      | The Voice (temporada 8)         | Ella Misma/Concursante |             | [ 8 ] |
| 2020      | Les Anges (temporada 12)        | Ella Misma/Concursante | [ 12 ]      |       |
| 2021-2022 | Queen of the Universe           | Ella Misma/Concursante | 6.º lugar   |       |
| 2024      | Drag Race Francia (temporada 3) | Ella Misma/Concursante | 3/4.º lugar |       |